# デズモンド・メイソン
デズモンド・メイソン（Desmond Tremaine Mason, 1977年10月11日 - ）は、アメリカ合衆国テキサス州ワクサハチー出身のプロバスケットボール選手。NBAのミルウォーキー・バックスなどで活躍した。主にシューティングガードやスモールフォワードでプレイしていた。身長198cm、体重100kg。

## 経歴
- オクラホマ州立大学で4年間過ごした後、2000年のNBAドラフトで、シアトル・スーパーソニックスからドラフト1巡全体17番目で指名を受けNBA入りした。ルーキーシーズンこそは活躍の場が少なかったものの、2年目に才能が開花した。その年行われたNBAオールスター・スラムダンクコンテストでは、ダンクを見せ優勝を飾った。
- その後、スラムダンクコンテストには2回出場しているが、いずれもジェイソン・リチャードソンに完敗している。
- 2002-03シーズン途中に、ゲイリー・ペイトンとレイ・アレンのトレードに絡んでミルウォーキー・バックスに移籍した。
- 彼は毎年成績を伸ばして、04-05シーズンには1試合平均17.2得点、3.9リバウンドの記録を残した。
- 2005年10月26日、ジャマール・マグロアとの交換でニューオーリンズ・ホーネッツにトレードされた。2005-06シーズンは出場時間が減少。平均10.8得点に留まり、ルーキーシーズンに次ぐ低さを記録してしまった。
- 2007年7月23日に古巣であるミルウォーキー・バックスと契約した。

## プレイスタイル
ルーキーの時からジャンプシュートに課題を抱えているが、積極的なドライブインで、フリースローをもらう。試合中にもウインドミルやリバースなど派手なダンクを決めるなど、しばしば観客を喜ばせる。

## 受賞歴
2001年：NBAオールスターゲームスラムダンクコンテストチャンピオン